# Associação de Voleibol de Gibraltar
A Associação de Voleibol de Gibraltar  (em inglês:Gibraltar Volleyball Association GVA) é  uma organização fundada em 1984 que governa a pratica de voleibol em Gibraltar, sendo membro da Federação Internacional de Voleibol e da Confederação Européia de Voleibol, a entidade é responsável por  organizar  os campeonatos nacionais de  voleibol masculino e feminino no país.